# Jełguń
Jełguń (Gelguny, niem. Gelguhnen) – osada leśna i nieistniejąca wieś (uroczysko) w Polsce położona w województwie warmińsko-mazurskim, w powiecie olsztyńskim, w gminie Stawiguda. W latach 1975–1998 miejscowość administracyjnie należała do województwa olsztyńskiego. Osada znajduje się w historycznym regionie Warmia.

## Historia
Obecnie po wsi nie ma śladu (fragment łąki oraz niedawno odsłonięty pamiątkowy krzyż z tablicą), tereny uległy prawie całkowitemu zalesieniu. Wcześniej teren należał do rządowego obszaru okolic Łańska. W pobliżu stanowisko archeologiczne z kurhanami oraz fundamenty po domku myśliwskim Gierka. W pobliżu jezioro Oczko, Jezioro Jełguńskie, jezioro Galik (Gałek) oraz rzeka Łyna, wieś Ruś.
Dawniej wieś z karczmą i hutą szkła, zbudowaną w drugiej połowie XVIII wieku (huta szkła wybudowana w 1785 r., smolarnia była w 1790 r.). Wieś położona nad Jeziorem Jełguńskim. Jełguń należał do katolickiej parafii w Butrynach. W dokumentach wizytacyjnych parafii Butryny Jełguń wymieniany jest już w 1798 roku (w protokole z 1779 r. jeszcze nie wymieniana). W 1858 r. w Jełguniu określanym jako huta szkła używano w mowie język polski i niemiecki, było 42 dzieci w wieku do 6 lat, 16 chłopców i 15 dziewczynek w wieku 7-14 lat i 66 osób w wieku powyżej 14 lat. W 1860 r. mieszkało w osadzie ponad 200 osób. W 1874 r. w Jełguniu razem z Ramukami było 223 osoby, w tym 123 katolików. W sierpniu 1876 r. huta szkła została zlikwidowana, mieszkańcy wyprowadzili się do Westfalii i do pobliskiej Nowej Wsi. Pozostała jeszcze gospoda z małym hotelem, w której przeprowadzano licytację drewna, spotykali się urzędnicy leśnictwa, kupcy, handlarze i chłopi z pobliskich wiosek. W 1880 r. w Jełguniu, Ramukach i Łańsku Leśnictwie łącznie mieszkało 36 osób, w tym 20 katolików. W 1895 r. planowano wykupić budynek w Dziuchach, w którym miała powstać szkoła, do której uczęszczałyby dzieci z Jełgunia. W 1902 r. w Jełguniu (zapisany jako Gelguhnen) mieszkało 16 osób, w tym 6 katolików. W 1907 r. w Jełguniu mieszkało 20 osób, w tym 11 katolików. W 1913 r. było tu 15 osób, w tym 12 katolików. W 1930 r. rozebrano gospodę a na jej miejscu zbudowano dom dla robotników leśnych.
Planowany kościół ostatecznie zbudowano w sąsiedniej Nowej Wsi – założonej w 1820 przez niemieckich ewangelików. Kościół neogotycki zbudowany w 1888 pierwotnie ewangelicki, od 1978 katolicki (filialny z parafii Butryny).

## Huta szkła
Huta szkła w Jełguniu była jedna z ważniejszych fabryk tej branży w ówczesnych Prusach Wschodnich i największym zakładem produkcyjnym działających dawniej w okolicach Olsztyna. Produkowała szyby i butelki oraz większość artykułów szklanych, których używano w Olsztynie i innych miejscowościach południowej Warmii. Wyroby huty z Jełgunia trafiały także do Elbląga, Gdańska, Królewca, Torunia i Warszawy. W latach 1815–1876 huta należała do kolejnych przedsiębiorców: Reinischa, Neubachera, Tautego, Zimmermanna. W wyniku wybudowania linii kolejowej i napływu tańszych wyrobów przemysłowych z zachodnich Niemiec (tam szybciej wprowadzono nowe technologie), huta upadła.

## Ludzie związani z miejscowością
- August Manns, (ur. w 1825 r. w Stolzenberg), mieszkał z rodzicami w Jełguniu. Był muzykiem orkiestry jełguńskiej, potem dyrygentem Londyńskiej Orkiestry Festiwalowej w Pałacu Kryształowym. Zmarł w 1907 r. w Londynie.